# Corniculariella abietis
Corniculariella abietis är en svampart som beskrevs av P. Karst. 1884. Corniculariella abietis ingår i släktet Corniculariella och familjen Dermateaceae.   Inga underarter finns listade i Catalogue of Life.